# Chiesa di San Michele (Berlino)
La chiesa di San Michele (in tedesco  Sankt-Michael-Kirche) è una chiesa cattolica di Berlino. 
La chiesa fu costruita tra il 1851 e il 1861. Fu pesantemente danneggiato dai bombardamenti durante la seconda guerra mondiale e negli anni 50 venne parzialmente ricostruita. L'edificio religione è stato designato come monumento storico di Berlino.